# Cmentarzowa Góra
Cmentarzowa Góra w Jastarni – pagórek będący przez kilka stuleci miejscem pochówku mieszkańców Boru, czyli wschodniej części dzisiejszej Jastarni. Grzebano tutaj także ciała wyrzucone przez morze. Obecnie wzniesienie jest zaledwie fragmentem tego, czym było niegdyś – część zniszczono podczas budowy ulicy Mickiewicza, a największe szkody poczyniły wody Zatoki Puckiej, ponieważ przed wybudowaniem portu w Jastarni Cmentarzowa Góra była położona bezpośrednio nad zatoką. Z tego powodu tutejszy grabarz miał obowiązek, aby po każdym sztormie zbierać wymyte przez fale kości i zakopywać je ponownie.